# 長靴猫シリーズ
『長靴猫シリーズ』（ながぐつねこシリーズ）は、ペローの童話『長靴をはいた猫』を原作とする、東映動画（現：東映アニメーション）製作による劇場版長編アニメーション映画シリーズの通称。『長靴をはいた猫』（1969年）、『ながぐつ三銃士』（1972年）、『長靴をはいた猫 80日間世界一周』（1976年）の3作が存在する。ペローの原作にある程度沿っているのは第一作のみで、続編の二作は主人公のネコ「ペロ」が活躍するオリジナル作品である。3作とも、宇野誠一郎が音楽を担当し、主要キャストらが主題歌・挿入歌を歌った。なお本シリーズの主人公ペロは、東映アニメーションのシンボルキャラクターに採用されている。
東映アニメーション創立60周年を記念して、2016年よりYouTubeに開設した「東映アニメーションミュージアム公式チャンネル」（当時は「東映アニメーション創立60周年公式YouTubeチャンネル」）に、本3作が2017年7月まで期間限定無料配信された。現在は同じYouTubeの「東映ムービーチャンネル」から、本3作が有料配信（各300円）されている。また「東映アニメ|SUZURI by GMO ペパポアニメコラボ」第2弾が『ながぐつ三銃士』になったのを記念して、2023年9月1日から同年11月30日までYouTubeの「東映シアターオンライン」から期間限定で無料配信された。

## 共通キャラクター
ペロ（石川進 / 鈴木やすし / なべおさみ）
主人公（猫）。ただし、完全な主人公となるのは第3作だけで、第1・2作では話の中心となる男女ペア（ピエールとローザ姫、ジミーとアニー）の引き立て役にしか過ぎない。
正義感が強く機知に富み、優しい心をもっているが、いかんせん猫ゆえ小柄なため腕っぷしは今一つである。それを知恵と勇気で補い苦境を脱していく、また第3作『～80日間世界一周』では発明家の面も発揮しており、潜水艦や飛行機を旅先で自作した（出発地からは船で旅立ったが、自分で作ったかは明らかにされていない）。
優しさが仇となり、猫の国で大敵たるネズミを助けた事から、死刑判決を受けるも間一髪で脱出、以後3匹の殺し屋に追われながら流浪の旅を続ける。そして行き先々で様々な事件に遭遇し、その事件を解決していく。妙案が浮かぶとヒゲが丸まるのが特徴。
3匹の殺し屋
猫の国の掟を破ったペロを追いかける3匹の猫。「眼帯姿の長身」（愛川欽也 / 八代駿 / はせさん治）、「中柄」（田の中勇）「小柄」（水森亜土）のトリオ、いずれも本名は語られてない。しつこいのが取り柄だが詰めが甘く、いつもペロは元より地元の悪人にまでひどい目に遭わされる。
猫の首領(内海賢二(第1作)、富田耕生(第2・3作))
プロローグのみのキャラクター。第1・2作では配下の殺し屋にペロ抹殺を厳命、第3作ではネズミを助けたペロに死刑を宣告する。

## 『長靴をはいた猫』（第1作）
東映動画版第1作『長靴をはいた猫』は、1969年（昭和44年）『東映まんがまつり』のうちの一作として公開された。通称長猫。演出（監督）は矢吹公郎 他。80分。キャッチコピーは「びっくりしたニャーン!」「左にゃネズミの大軍隊、右にゃこわい大魔王、ころし屋ニャンコも三匹いるぞ」「昭和43年文部大臣賞に輝く『アンデルセン物語』の東映動画がおくる!」。
同時上映は『怪物くん 砂魔人をやっつけろの巻 怪物くんとハニワ怪神の巻』・『ひみつのアッコちゃん サーカス団がやってきた』・『チャコとケンちゃん』・『ひとりぼっち』の4作。
1978年の『東映まんがまつり』でリバイバル公開され、このときには『宇宙海賊キャプテンハーロック アルカディア号の謎』・『スパイダーマン』（東映特撮版）・『宇宙からのメッセージ・銀河大戦』・『キャンディ♡キャンディの夏休み』と同時上映された。
東映動画創業40周年（1996年）記念のファン投票で1位を獲得。その後ニュープリント版を製作の上、1998年3月に完全新作の『銀河鉄道999 エターナル・ファンタジー』と同時上映という形でふたたびリバイバル公開された（東映アニメフェア扱いではない）。この番組は、メインである新作の方が再上映の本作よりも遥かに尺が短い上に内容的に完結していないことなどが響き、配給収入は2億円と低調であった。
ニュープリント版のDVDビデオは2002年7月21日発売。また2008年には東映長編アニメ開始50年を記念した「名作アニメ　DVDセレクション」の一環として、後述の2作品と共に発売、さらに2012年8月10日発売のDVD『復刻! 東映まんがまつり 1969年春』にも収録されている（東映まんがまつり#映像ソフトも参照）。

### あらすじ
以下は、シャルル・ペロー版との差分を中心に記述する。
ペロ（猫）は三男がもらった遺産ではなく、猫の国の掟を破ってねずみを助けたために、国でお尋ね者とされて逃げ出し無宿渡世の旅を続けているという設定で、たまたま通りがかって、ピエール（三男）と知り合う。また、袋と長靴もピエールからもらうわけではなく、最初から剣士の格好で登場している。
オーガから魔王ルシファに悪役の設定が変わっている。ルシファがお姫様を結婚相手と狙う、という災難が降りかかる。
ウサギの献上の代わりに、ピエールの腹黒い兄二人が献上したものを、ペロの機転で、ピエール（カラバ侯爵）の献上品として王様に献上。まず名前を売る。
王様とお姫様が馬車で通るとき、いきなりピエールに裸になって川に飛び込めとペロは言う。近隣の農民には、ペロに協力的なねずみをけしかけ、カラバ侯爵のものだ、と言わないと、作物を食い荒らしてしまうぞ、と脅し、カラバ侯爵のものと見せかける。災難にあったと現状を説明し、王様とともに城に戻り、まともな格好に着替えさせる。
夜、お姫様とのデートシーンにおいて、ピエールはうそに耐えきれず、本当のことをしゃべってしまう。自分はカラバ侯爵ではないと。そして、その時魔王がお姫様をさらいに来る。ピエールは歯が立たない。あっと言う間にさらわれてしまう。
すぐさま、魔王の城まで追いかけ、進入。ペロの機転で魔王をねずみにし、やっつけようとするが失敗。危機一髪の状態をお姫様に見せ、ピエール一行の命と引き換えに結婚を承諾させる。その結果ピエール一行は城から放り出される。
しかし、ピエールはあきらめない。別の方向から城に進入。魔王の弱点が首からかけている髑髏であり、それが朝日にあたると大変まずい状態になることを知る。魔王との戦闘の過程で髑髏がお姫様の手に渡り、それを持って塔のてっぺんに登り、ピエールと共に朝日にあてようとする。魔王はそれを阻止するために塔を破壊するが、塔が倒れる瞬間、朝日が髑髏にあたり、魔王はコウモリとなって消滅。そして子分のカラス達が白いハトになり、落ちてくるピエールとお姫様をささえ、無事着地。
ピエールと、お姫様の結婚式を見届けた後、一仕事終えたペロはまた旅に出る。

### キャスト
- ペロ：石川進
- ピエール：藤田淑子
- ローザ姫：榊原ルミ
- 殺し屋猫A：愛川欽也
- 殺し屋猫B：田の中勇
- チビ猫殺し屋：水森亜土
- ねずみたちの父親：辻村真人（台詞）、熊倉一雄（挿入歌パート）
- ねずみのチビ：水垣洋子
- ダニエル、猫の首領：内海賢二
- レーモン：八代駿
- 役不明：野沢雅子、白石冬美、野村道子、杉浦宏策、北川米彦、野田圭一
- 王様：益田喜頓
- 魔王ルシファ：小池朝雄

### 主題歌・挿入歌
全曲とも、作詞は井上ひさしと山元護久の共同名義で、作・編曲は宇野誠一郎による。
主題歌
- 「長靴をはいた猫」 歌：石川進、水垣洋子、ボーカル・ショップ、トリオ・ポアン
以後のシリーズ作品にも、アレンジされて主題歌として使用。また先述の「名作アニメ DVDコレクション」や「復刻! 東映まんがまつり」のテレビCMのBGMには、本曲が使用された。

挿入歌
- 「カラバさま万歳」 歌：ボーカル・ショップ、トリオ・ポアン
- 「幸せはどこに」 歌：榊原ルミ
- 「ネズミたちの行進」 歌：水垣洋子、ボーカル・ショップ
- 「はなれられない友だちさ」 歌：石川進、藤田淑子

### 推薦・受賞

#### 推薦
- 文部省選定
- 東京都知事推薦
- 優秀映画鑑賞会推薦
- 厚生省中央児童福祉審議会推薦
- 東京都地域婦人団体連盟推薦
- 日本PTA全国協議会推薦
- 視聴覚教育研究会推薦
- 全日本教育父母会議推薦
- 映倫青少年映画審議会推薦

#### 受賞
- モスクワ映画祭
  - 美術家同盟賞
  - 児童にとり最もおもしろい映画賞[7]

### その他
- 『ゲゲゲの鬼太郎 アニメ第2作』第18話「幸福という名の怪物」の劇中で、本作の音楽が使われている。
- 本作には、当時東映動画の社員だった宮崎駿が原画スタッフとして参加している。次項も参照のこと。
- のちの作家小林信彦が海外のコメディ映画のギャグに詳しいという理由で中原弓彦名義で「ギャグ監修」で参加している。クライマックスを「追っかけ」にするように指示した。
- テレビ放送は、1974年5月5日にTBS系列の『日曜ワイドスペシャル』で放送、その後東映チャンネルでは、3作中で主に本作を放送している。

### 漫画版
東映動画のスタッフの宮崎駿が宣伝展開として1969年（昭和44年）1月-3月まで、漫画形式の『長靴をはいた猫』（全12回）を中日新聞/東京新聞・日曜版に連載した。この作品は後年（1984年）、徳間書店アニメージュ文庫『長靴をはいた猫』として出版された。

## 『ながぐつ三銃士』（第2作）
1972年公開。西部劇仕立てで、ララミーの町が舞台、劇中では「ゴーゴータウン」という名称になっている。上映時間は53分で、歴代では唯一1時間を切っている。キャッチコピーは「ボクはペロ! ネコいちばんの素敵なガンマン 早撃ちニャンコ三匹つれて 西部せましと暴れるよ」。
同時上映は『仮面ライダー対ショッカー』（劇場用新作）・『スペクトルマン』・『さるとびエッちゃん』・『ムーミン』（第2作）の計4作。
英文タイトルは「Return of Pero」で、直訳すると「帰って来たペロ」となり、「三銃士」に相当するタイトルが無い。
1971年8月に大川博が逝去した直後の作品であり、初長編作『白蛇伝』以来不変だった「製作 大川博」のクレジットが、東映動画新社長の「高橋勇」に変更された。
3作品の中では唯一原作がなく、『三銃士』との関連は全くない。その上、主人公側で銃を扱うのはペロとジミーの2人だけであり3人目の銃士（ガンマン）は登場していない。
本作の資料には声優の間違いが多く、多くの資料でボス役の柴田秀勝が片目役になっており、ボス役として掲載されている島宇志夫は出演していない。本編の声の出演にも島の名前はない。また、声の出演に名前がある片目役の八奈見乗児が掲載されていない。
1979年1月3日にはフジテレビの8:00 - 9:00で放送、2年後の1981年1月2日には同局の『お正月こども劇場』（7:30 - 8:30）でも放送された。
DVDは2003年3月21日に発売。なお歴代では唯一、「復刻! 東映まんがまつり」版が存在しない。
文部省選定。

### あらすじ
西部の街ゴーゴータウンに流れ着いたペロだったが、そこは無法者一味に牛耳られていた。ペロは街の少女アニー、旅の少年ジミー、そしてネズミたちとともに、無法者に立ちむかう。

### キャスト
- ペロ：鈴木やすし
- ジミー：小宮山清
- アニー：小鳩くるみ
- ネズミ酋長、猫の首領：富田耕生
- 子ネズミ：千々松幸子
- 猫の殺し屋A：矢代駿
- 猫の殺し屋B：田の中勇
- チビ猫殺し屋：水森亜土
- ボス：柴田秀勝
- 片目：八奈見乗児
- デカ：増岡弘
- デブ：峰恵研
- チビ：和久井節緒
- ジェーン：高橋和枝
- 町長：青木笑児
- 御者：矢田耕司

### 主題歌・挿入歌
両曲とも、作・編曲は宇野誠一郎による。
主題歌
- 「ながぐつ三銃士」 作詞：山元護久、井上ひさし / 歌：鈴木やすし、青ニコーラス[注 3]
題名は変わっているが、第1作主題歌のカバーである。予告編にも使用、また後述の『80日間世界一周』の予告編BGMにも使用されている。

挿入歌
- 「白いレストラン」 作詞：布勢博一 / 歌：鈴木やすし、青ニコーラス

### その他
- 公開前に出された「タテ看板ポスター」では、ペロ・殺し屋・ネズミたちは完成作と変わってないものの、ボスは顔つきは同じで体格と衣装が異なり、アニーに至っては全く違うキャラとなっている[10]。

## 『長靴をはいた猫 80日間世界一周』（第3作）
東映動画設立20周年記念作品。上映時間は68分。キャッチコピーは「みんなで応援してね……」「冒険がいっぱい待っている世界の旅へさあ出発だ」。
同時上映は『UFOロボ グレンダイザー対グレートマジンガー』（劇場用新作）・『ロボコンの大冒険』（同）・『秘密戦隊ゴレンジャー 真赤な大進撃!』・『一休さん』の計4本。
ジュール・ベルヌの『八十日間世界一周』をモチーフに、ペロたちが活躍する。また第二作までと異なり、本作はすべて擬人化された動物キャラクターだけで物語が進行し、人間は一人も登場しない。
「予告編」は、前2作がナレーション抜きだったのに対し、本作ではナレーションが存在、殺し屋A役のはせさん治が担当している。
なお歴代作品では唯一、「文部省選定」作品に選ばれていない。
1979年8月11日にはフジテレビ系列の「（正式枠名無し単発枠）」（土曜19:30 - 20:54）で、「夏休み特別企画」として放送、また1981年9月14日には東京12チャンネル（現：テレビ東京）の『アニメプレゼント』（火曜18:30 - 19:54）でも放送された。
DVDは2003年4月21日発売。2011年11月21日発売の『復刻! 東映まんがまつり 1976春』にも収録されている。

### あらすじ
ある街でレストランの給仕をしていたペロは、横柄な客グルーモン卿と口論になり、「八十日間で世界を一周してみせる。できなかったらグルーモンの奴隷になる」という賭けをする。
ペロはネズミの父子やレストランのコックのカーターとともに、時間に追われながら苦難の旅を続けるが、グルーモン卿の手先のガリガリ博士、そして謎の美女スザンナが妨害してくる。

### キャスト
- ペロ：なべおさみ
- グルーモン：滝口順平
- ガリガリ博士[注 5]：大塚周夫
- ネズミ親爺、猫の首領：富田耕生
- ちび猫殺し屋：水森亜土
- スザンナ：増山江威子
- カーター：神山卓三
- 猫の殺し屋A：はせさん治
- 猫の殺し屋B：田の中勇
- 市長：八奈見乗児
- 新聞社社長：加藤修
- レストラン主人：山田俊司
- ネズミのチビ：山本圭子
- エスキモーの子供：千々松幸子

### 主題歌・挿入歌
全曲とも、作・編曲は宇野誠一郎が担当している。
主題歌
- 「長靴をはいた猫」 作詞：山元護久、井上ひさし / 歌：なべおさみ、こおろぎ'73

挿入歌
- 「スザンナのうた」 作詞：城悠輔 / 歌：増山江威子、なべおさみ
- 「八十日間世界一周のテーマ」 作詞：城悠輔、浦川しのぶ / 歌：なべおさみ、こおろぎ'73

## ゲーム
1986年、第3作をもとにしたファミリーコンピュータ用ソフトが東映動画より発売された。製作はショウエイシステムで、タイトル名は『長靴をはいた猫 世界一周80日大冒険』。「ペロ」を操作する横スクロールアクションで、「80日」と表示された時間制限のうちに8つのステージをクリアするというもの。
システムはライフ+残機制で、船や気球に乗って操作するステージもある。ステージ3まではボスを倒さないと先に進めない。制限時間内にクリア出来なかったら即座にゲームオーバーになる。なお、ミスするとステージの頭からやり直しになる上、制限時間はそのままの状態という厳しい設定になっている。